# Delegació del Govern d'Espanya a les Illes Canàries
La Delegació del Govern a les Illes Canàries és l'organisme de l'Administració Pública d'Espanya, dependent de la Secretaria d'Estat de Política Territorial, pertanyent al Ministeri de Política Territorial i Funció Pública, encarregat d'exercir la representació del Govern d'Espanya en la comunitat autònoma de les Illes Canàries.

## Seu
La seu de la Delegació es troba a la plaça de la Feria, n. 24 de Las Palmas de Gran Canària.

## Delegats
| Dates del mandat | Dates del mandat | Delegat                          | Partit | Partit |
| ---------------- | ---------------- | -------------------------------- | ------ | ------ |
| 24.07.1984       | 26.01.1990       | Eligio Hernández Gutiérrez       |        | PSOE   |
| 26.01.1990       | 17.05.1996       | Anastasio Travieso Quintana      |        | PSOE   |
| 17.05.1996       | 23.04.2004       | Antonio López Ojeda              |        | PP     |
| 23.04.2004       | 01.02.2008       | José Segura Clavell              |        | PSOE   |
| 01.02.2008       | 16.05.2008       | Salvador García Llanos           |        | PSOE   |
| 16.05.2008       | 01.04.2011       | Carolina Darias                  |        | PSOE   |
| 01.04.2011       | 30.12.2011       | Dominica Fernández Fernández     |        | PSOE   |
| 30.12.2011       | 13.11.2015       | María del Carmen Hernández Bento |        | PP     |
| 13.11.2015       | 16.12.2016       | Enrique Hernández Bento          |        | PP     |
| 16.12.2016       | 19.06.2018       | María Mercedes Roldós Caballero  |        | PP     |
| 19.06.2018       | En el càrrec     | Elena Máñez Rodríguez            |        | PSOE   |

## Funcions
L'organisme està dirigit per un delegat, nomenat pel Govern, les funcions del qual, segons l'article 154 de la Constitució espanyola, són les de dirigir l'Administració de l'Estat al territori de la Comunitat Autònoma i la coordinarà, quan escaigui, amb l'administració pròpia de la Comunitat.

## Subdelegacions
El delegat del Govern a Illes Canàries està assistit per dos subdelegats del Govern i cinc directors insulars. Hi ha una subdelegació a cada província de la comunitat autònoma:
- subdelegació del govern a la província de Las Palmas (Plaça de la Feria, 24, 35003-Las Palmas de Gran Canària) ;
  - direcció insular a Lanzarote (Carrer Blas Cabrera Felipe, 6, 35500-Arrecife) ;
  - direcció insular a Fuerteventura (Carrer Primero de Mayo, 64, 35600-Puerto del Rosario) ;
- subdelegació del govern a la província de Santa Cruz de Tenerife (Carrer Méndez Nuñez, 9, 38003-Santa Cruz de Tenerife) ;
  - direcció insular a La Palma (Avinguda Marítima, 2, 38700-Santa Cruz de la Palma) ;
  - direcció insular a La Gomera (Plaça De las Américas, 2, 38800-San Sebastián de La Gomera) ;
  - direcció insular a El Hierro (Carrer De Dacío Darías, 103, 38900-Valverde).